# Mostra de Venise 2017
La Mostra de Venise 2017 — ou la 74e édition de la Mostra de Venise ou encore la 74e édition du Festival international du film de Venise (en italien : 74ª edizione della Mostra internazionale d'arte cinematografica) — est un festival de cinéma international qui s'est tenu à Venise en Italie du 30 août au 9 septembre 2017.

## Déroulement et faits marquants
C'est l'acteur italien Alessandro Borghi qui est désigné pour être le maître des cérémonies d'ouverture et de clôture. Il succède à la comédienne italienne Sonia Bergamasco.
Le 5 juillet 2017, il est annoncé que ce sera l'actrice Annette Bening qui présidera le jury. C'est la première fois depuis Catherine Deneuve en 2006 qu'une femme préside le jury. Elle succède donc au réalisateur Sam Mendes avec qui elle a tourné dans American Beauty.
Le 15 juillet 2017, il est annoncé que le film Downsizing d'Alexander Payne sera le film d'ouverture. Il sera également en compétition pour le Lion d'or.
Les deux récipiendaires du Lion d'or pour la carrière sont annoncés le 17 juillet 2017. Il s'agit de la comédienne américaine Jane Fonda, et de l'acteur et réalisateur américain Robert Redford. Ils présenteront également hors compétition le film Netflix Our Souls at Night du réalisateur Ritesh Batra.
La composition des quatre jurys de la Mostra de Venise est dévoilée le 23 juillet 2017,.
Les films sélectionnés sont annoncés le 27 juillet 2017.
Le palmarès est dévoilé le 9 septembre 2017. Le Lion d'or est décerné à La Forme de l'eau de Guillermo del Toro. Le Lion d'argent - Grand prix du jury est remis à Foxtrot de Samuel Maoz et le Lion d'argent du meilleur réalisateur à Xavier Legrand pour Jusqu'à la garde. Les prix d'interprétation sont remis à Charlotte Rampling pour Hannah et Kamel El Basha pour L'Insulte.

## Jurys

### Jury international

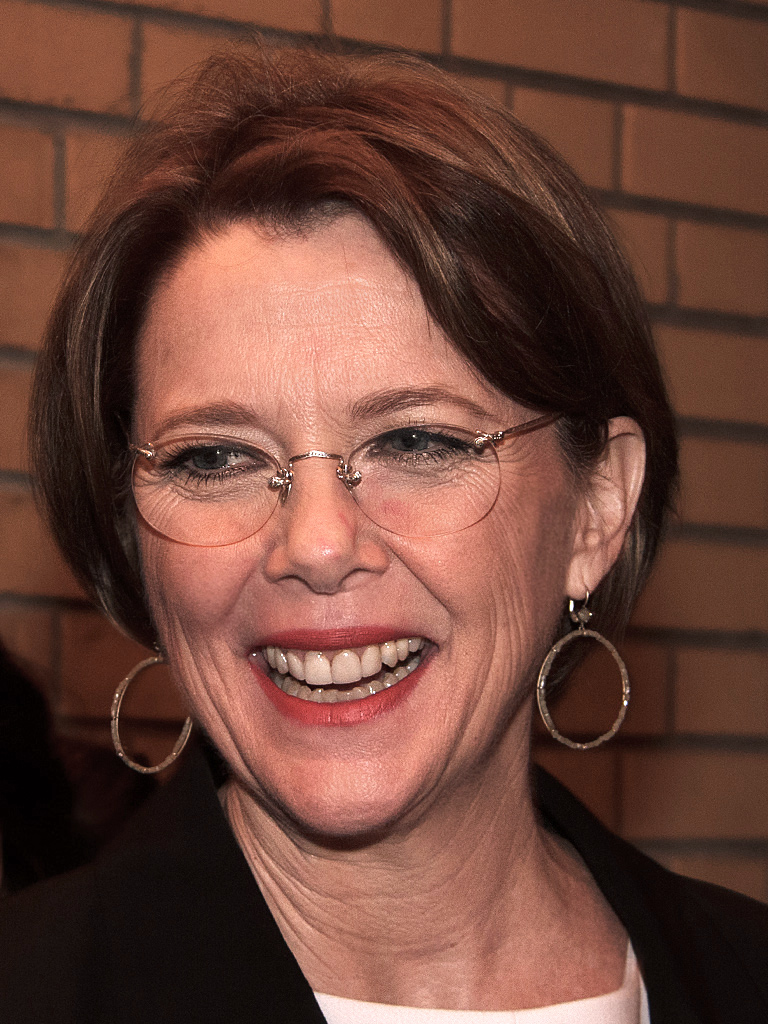
Annette Bening, présidente du jury de la 74e Mostra de Venise.

- Annette Bening (présidente du jury)  : comédienne  États-Unis
- Ildikó Enyedi : réalisatrice et scénariste  Hongrie
- Michel Franco : réalisateur et scénariste  Mexique
- Rebecca Hall : actrice  Royaume-Uni
- Anna Mouglalis : actrice  France
- David Stratton : critique de films  Royaume-Uni  Australie
- Jasmine Trinca : comédienne  Italie
- Edgar Wright : réalisateur, scénariste et acteur  Royaume-Uni
- Yonfan : réalisateur  Taïwan

### Jury du Prix Horizon
- Gianni Amelio (président du jury)  : réalisateur  Italie
- Rakhshan Bani-Etemad : réalisatrice et scénariste  Iran
- Ami Canaan Mann : réalisatrice, scénariste et productrice  États-Unis
- Mark Cousins : réalisateur  Royaume-Uni
- Andrés Duprat : scénariste  Argentine
- Fien Troch : réalisatrice et scénariste  Belgique
- Rebecca Zlotowski : réalisatrice et scénariste  France

### Jury duPrix Luigi De Laurentiis
- Benoît Jacquot (président du jury)  : réalisateur et scénariste  France
- Geoff Andrew : auteur  Royaume-Uni
- Albert Lee : producteur  Hong Kong
- Greta Scarano : actrice  Italie
- Yorgos Zois : réalisateur  Grèce

### Venice Virtual Reality
- John Landis (président du jury) :  réalisateur, acteur, producteur et scénariste  États-Unis
- Céline Sciamma : réalisatrice et scénariste  France
- Ricky Tognazzi : acteur et réalisateur  Italie

## Sélection

### In concorso
Films présentés en compétition.
| Titre                                                                                       | Réalisation              | Pays        | Distribution                                                                                                  |
| ------------------------------------------------------------------------------------------- | ------------------------ | ----------- | --- |
| Les anges portent du blanc                                                                  | Vivian Qu                | Chine       | Wen Qi, Zhou Meijun, Ke Shi, Geng Le, Liu Weiwei                                                              |
| Ammore e malavita                                                                           | Antonio et Marco Manetti | Italie      | Giampaolo Morelli, Carlo Buccirosso, Serena Rossi, Franco Ricciardi, Claudia Gerini                           |
| Bienvenue à Suburbicon (Suburbicon)                                                         | George Clooney           | États-Unis  | Matt Damon, Julianne Moore, Oscar Isaac, Noah Jupe                                                            |
| Downsizing (film d'ouverture)                                                               | Alexander Payne          | États-Unis  | Matt Damon, Christoph Waltz, Hong Chau, Kristen Wiig, Udo Kier, Jason Sudeikis                                |
| Ex Libris: The New York Public Library                                                      | Frederick Wiseman        | États-Unis  | (film documentaire)                                                                                           |
| Una famiglia                                                                                | Sebastiano Riso          | Italie      | Patrick Bruel, Fortunato Cerlino, Matilda De Angelis, Ennio Fantastichini, Marco Leonardi, Micaela Ramazzotti |
| Sur le chemin de la rédemption (First Reformed)                                             | Paul Schrader            | États-Unis  | Ethan Hawke, Amanda Seyfried, Cedric the Entertainer                                                          |
| Foxtrot                                                                                     | Samuel Maoz              | Israël      | Lior Ashkenazi, Sarah Adler                                                                                   |
| Hannah                                                                                      | Andrea Pallaoro          | Italie      | Charlotte Rampling, André Wilms, Jean-Michel Balthazar, Luca Avallone                                         |
| Human Flow                                                                                  | Ai Weiwei                | États-Unis  | (film documentaire)                                                                                           |
| L'Insulte                                                                                   | Ziad Doueiri             | Liban       | Adel Karam, Kamel El Basha                                                                                    |
| Jusqu'à la garde                                                                            | Xavier Legrand           | France      | Denis Ménochet, Léa Drucker                                                                                   |
| La Route sauvage (Lean on Pete)                                                             | Andrew Haigh             | Royaume-Uni | Charlie Plummer, Travis Fimmel, Chloë Sevigny, Steve Buscemi, Thomas Mann, Steve Zahn                         |
| L'Échappée belle (The Leisure Seeker)                                                       | Paolo Virzì              | Italie      | Helen Mirren, Donald Sutherland                                                                               |
| Mektoub, my love: canto uno                                                                 | Abdellatif Kechiche      | France      | Shaïn Boumedine, Ophélie Bau, Salim Kechiouche, Lou Luttiau, Alexia Chardard                                  |
| Mother!                                                                                     | Darren Aronofsky         | États-Unis  | Jennifer Lawrence, Javier Bardem, Ed Harris, Michelle Pfeiffer, Domhnall Gleeson, Kristen Wiig, Brian Gleeson |
| La Forme de l'eau (The Shape of Water)                                                      | Guillermo del Toro       | États-Unis  | Sally Hawkins, Doug Jones, Michael Shannon, Octavia Spencer, Richard Jenkins, Michael Stuhlbarg               |
| Sweet Country                                                                               | Warwick Thornton         | Australie   | Hamilton Morris, Sam Neill, Bryan Brown, Thomas M. Wright, Matt Day, Ewen Leslie, Anni Finsterer              |
| The Third Murder                                                                            | Hirokazu Kore-eda        | Japon       | Masaharu Fukuyama, Kôji Yakusho, Suzu Hirose                                                                  |
| Three Billboards : Les Panneaux de la vengeance (Three Billboards Outside Ebbing, Missouri) | Martin McDonagh          | Royaume-Uni | Frances McDormand, Woody Harrelson, Sam Rockwell, John Hawkes, Abbie Cornish, Peter Dinklage                  |
| La Villa                                                                                    | Robert Guédiguian        | France      | Ariane Ascaride, Jean-Pierre Darroussin, Gérard Meylan, Jacques Boudet, Anaïs Demoustier, Robinson Stévenin   |

### Fuori concorso
Films présentés hors compétition.
| Titre | Réalisation             | Pays        | Distribution |
| --- | ----------------------- | ----------- | --- |
| Cuba and the Cameraman | Jon Alpert              | États-Unis  | |
| Nos âmes la nuit | Ritesh Batra            | États-Unis  | Robert Redford, Jane Fonda, Matthias Schoenaerts, Judy Greer                                                            |
| My Generation | David Batty             | Royaume-Uni | |
| Il signor Rotpeter | Antonietta De Lillo     | Italie      | |
| Piazza Vittorio | Abel Ferrara            | Italie      | |
| Confident Royal (Victoria & Abdul) | Stephen Frears          | Royaume-Uni | Judi Dench, Ali Fazal, Eddie Izzard, Tim Pigott-Smith, Michael Gambon                                                   |
| The Devil and Father Amorth | William Friedkin        | États-Unis  | |
| La Mélodie | Rachid Hami             | France      | Kad Merad, Samir Guesmi, Mathieu Spinosi , Slimane Dazi, Sofiene Mamdi, Jean-Luc Vincent, Tatiana Rojo, Constance Dollé |
| Outrage Coda | Takeshi Kitano          | Japon       | |
| Escobar (Loving Pablo) | Fernando León de Aranoa | Espagne     | Javier Bardem, Penélope Cruz, Peter Sarsgaard                                                                           |
| Zama | Lucrecia Martel         | Argentine   | Daniel Giménez Cacho, Lola Dueñas, Matheus Nachtergaele                                                                 |
| This is Congo | Daniel McCabe           | États-Unis  | |
| Wormwood | Errol Morris            | États-Unis  | |
| Ryuichi Sakamoto - Coda | Stephen Nomura Schible  | États-Unis  | |
| Diva! | Francesco Patierno      | Italie      | |
| Le Fidèle | Michaël R. Roskam       | Belgique    | Matthias Schoenaerts, Adèle Exarchopoulos                                                                               |
| Jim & Andy: The Great Beyond – the story of Jim Carrey & Andy Kaufman featuring a very special, contractually obligated mention of Tony Clifton | Chris Smith             | États-Unis  | |
| Il colore nascosto delle cose | Silvio Soldini          | Italie      | |
| The Private Life of a Modern Woman | James Toback            | États-Unis  | |
| Happy Winter | Giovanni Totaro         | Italie      | |
| Section 99 (Brawl in Cell Block 99) | S. Craig Zahler         | États-Unis  | Vince Vaughn, Jennifer Carpenter, Don Johnson                                                                           |

## Sections parallèles

### Giornate degli Autori / Venice Days[6]
| Titre                       | Réalisation                          | Pays                                      | Distribution |
| --------------------------- | ------------------------------------ | ----------------------------------------- | ------------ |
| Volubilis                   | Faouzi Bensaïdi                      | Maroc France Qatar                        |              |
| Tainted Souls (Il contagio) | Matteo Botrugno et Daniele Coluccini | Italie                                    |              |
| M                           | Sara Forestier                       | France                                    |              |
| Longing                     | Savi Gabizon                         | Israël                                    |              |
| Candelaria                  | Jhonny Hendrix Hinestroza            | Colombie Allemagne Norvège Argentine Cuba |              |
| Life Guidance               | Ruth Mader                           | Autriche                                  |              |
| L'equilibrio                | Vincenzo Marra                       | Italie                                    |              |
| Looking for Oum Kulthum     | Shirin Neshat                        | Allemagne Autriche Italie Liban Qatar     |              |
| Eye On Juliet               | Kim Nguyen                           | Canada                                    |              |
| Dove cadono le ombre        | Valentina Pedicini                   | Italie                                    |              |
| The Taste of Rice Flower    | Pengfei                              | Chine                                     |              |
| Samui Song                  | Pen-ek Ratanaruang                   | Thaïlande                                 |              |

### Semaine internationale de la critique[7]
| Titre                    | Réalisation                 | Pays                                        | Distribution |
| ------------------------ | --------------------------- | ------------------------------------------- | ------------ |
| Il cratere               | Luca Bellino et Silvia Luzi | Italie                                      |              |
| Drift                    | Helena Wittmann             | Allemagne                                   |              |
| Les Garçons sauvages     | Bertrand Mandico            | France                                      |              |
| Körfez                   | Emre Yeksan                 | Turquie Allemagne Grèce                     |              |
| Sarah joue un loup garou | Katharina Wyss              | Suisse Allemagne                            |              |
| Team Hurricane           | Annika Berg                 | Danemark                                    |              |
| Temporada de caza        | Natalia Garagiola           | Argentine États-Unis Allemagne France Qatar |              |
| Pin Cushion              | Deborah Haywood             | Royaume-Uni                                 |              |
| Veleno                   | Diego Olivares              | Italie                                      |              |

## Palmarès
- Lion d'or : La Forme de l'eau de Guillermo del Toro
- Lion d'argent - Grand prix du jury : Foxtrot de Samuel Maoz
- Lion d'argent du meilleur réalisateur : Xavier Legrand pour Jusqu'à la garde
- Coupe Volpi de la meilleure interprétation féminine : Charlotte Rampling pour Hannah
- Coupe Volpi de la meilleure interprétation masculine : Kamel El Basha pour L'Insulte
- Prix Orsella pour le meilleur scénario : Martin McDonagh pour Three Billboards : Les Panneaux de la vengeance
- Prix Marcello-Mastroianni du meilleur espoir : Charlie Plummer pour La Route sauvage
- Prix du jury : Sweet Country de Warwick Thornton

### Prix spéciaux
| Prix                       | Attribué à     | Pays       |
| -------------------------- | -------------- | ---------- |
| Lion d'or pour la carrière | Jane Fonda     | États-Unis |
| Lion d'or pour la carrière | Robert Redford | États-Unis |